# Palmerinellinae
Palmerinellinae es una subfamilia de foraminíferos bentónicos de la familia Epistomariidae, de las superfamilia Asterigerinoidea, del suborden Rotaliina y del orden Rotaliida. Su rango cronoestratigráfico abarca desde el Mioceno superior hasta la Actualidad.

## Clasificación
Palmerinellinae incluye al siguiente género:
- Palmerinella